# Nicarc d'Arcàdia
Nicarc (en llatí Nicarchus, en grec antic Νίκαρχος "Níkarchos") fou un militar originari d'Arcàdia.
Va formar part de l'Expedició dels deu mil que va lluitar al costat de Cir el Jove en la seva revolta. Quan els generals grecs van ser assassinats traïdorament per Tisafernes, Nicarc va resultar seriosament ferit però es va salvar, i va poder informar als grecs del que havia passat. Després es va posar al servei dels perses juntament amb vint soldats, segons diu Xenofont.